# Motore PSA XUD
Con la sigla PSA XUD si intende una famiglia di motori diesel per uso automobilistico prodotti dal 1982 al 2000 dal gruppo automobilistico francese PSA.

## Caratteristiche e versioni
I motori XUD derivano direttamente dai motori della famiglia XU, questi ultimi alimentati a benzina. In particolare è stata scelta l'unità XU9 come base per realizzare i motori XU. Spesso, e non a torto, si tende a includere i motori XUD proprio all'interno della famiglia XU, per via delle caratteristiche costruttive condivise tra le due famiglie. Tali caratteristiche sono:
- Monoblocco in ghisa e testata in lega di alluminio;
- Architettura a 4 cilindri in linea;
- Motore inclinato all'indietro di 30°;
- Canne cilindri riportate in ghisa.

Per quanto riguarda lo schema di distribuzione, i motori XUD erano dei monoalbero in testa (schema SOHC) a due valvole per cilindro oppure a tre valvole per cilindro nel caso dei XUD11. 

Inoltre, tali motori sono stati prodotti sia aspirati che sovralimentati. L'alimentazione era a iniezione indiretta su tutte le versioni.
Nel 1998 sono stati introdotti i primi motori DW, che di lì a poco avrebbero sostituito i motori XUD, i quali vennero definitivamente spodestati nel 2000, un anno dopo l'esordio dei moderni motori turbodiesel common rail.
Sono esistite tre versioni di motori XUD: una da 1.8 litri, una da 1.9 litri e una da 2.1 litri. Ognuna di queste tre versioni era a sua volta disponibile in più varianti.

### XUD7

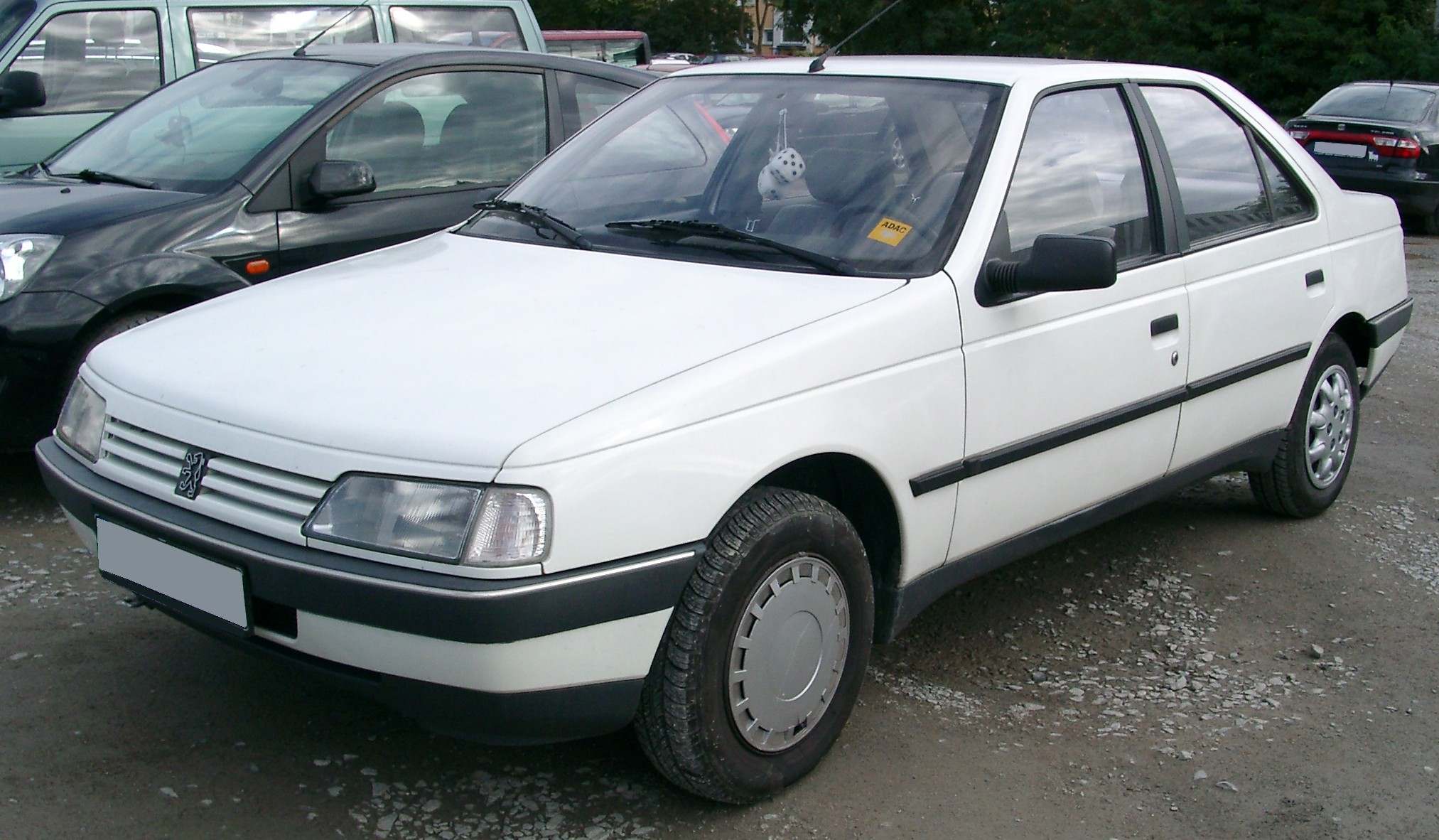
Una Peugeot 405, uno dei modelli equipaggiati tra l'altro anche con un motore XUD7

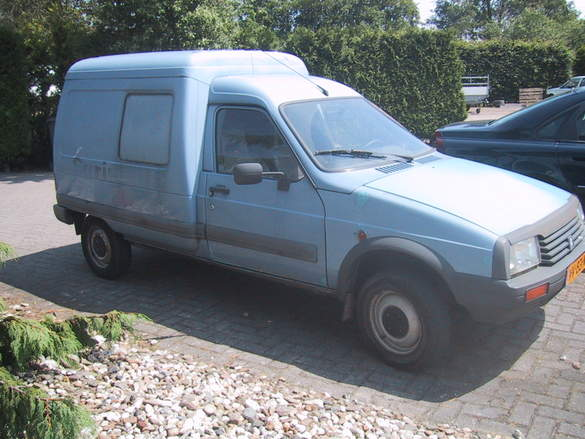
Un'altra applicazione è quella relativa al furgoncino C15 della Citroën

Sotto questa sigla si cela il sottoinsieme di motori XUD da 1.8 litri, introdotto nel 1983. A partire dalla base del motore XU9, il diametro dei cilindri è stato ridotto da 83 a 80 mm. La corsa è rimasta invece a 88 mm. La cilindrata ottenuta è così di 1769 cm³. Questo motore è stato proposto sia aspirato che turbocompresso, ma soprattutto è riuscito a superare indenne la difficile data storica del 1º gennaio 1993, che ha visto pensionare molti propulsori poiché non soddisfacevano le normative Euro 1. I motori XUD7 hanno invece saputo fronteggiare la data del 1º gennaio 1997, data in cui addirittura è entrata in vigore la normativa Euro 2. Con l'avvento dei motori common rail e la più stringente normativa Euro 3, però, anche i motori XUD7 hanno dovuto essere sostituiti.

I motori XUD7 sono stati così prodotti in cinque varianti in totale.
| Variante  | Alimentazione                                                                           | Rapporto di compressione | Potenza CV/rpm | Coppia Nm/rpm | Normativa antinquinamento | Applicazioni                        | Anni di produzione |
| --------- | --------------------------------------------------------------------------------------- | ------------------------ | -------------- | ------------- | ------------------------- | ----------------------------------- | ------------------ |
| XUD7/K    | Iniezione indiretta con precamera e pompa rotativa                                      | 23                       | 60/4600        | 110/2000      | Euro 0                    | Peugeot 205 GLD/XLD/GRD/XRD/SRD/XTD | 1983-92            |
| XUD7/K    | Iniezione indiretta con precamera e pompa rotativa                                      | 23                       | 60/4600        | 110/2000      | Euro 0                    | Peugeot 309 1.7 diesel              | 1986-92            |
| XUD7/K    | Iniezione indiretta con precamera e pompa rotativa                                      | 23                       | 60/4600        | 110/2000      | Euro 0                    | Peugeot 305 1.7 diesel              | 1983-88            |
| XUD7/K    | Iniezione indiretta con precamera e pompa rotativa                                      | 23                       | 60/4600        | 110/2000      | Euro 0                    | Citroën Visa 17 D                   | 1984-89            |
| XUD7/K    | Iniezione indiretta con precamera e pompa rotativa                                      | 23                       | 60/4600        | 110/2000      | Euro 0                    | Citroën BX 17 D                     | 1987-92            |
| XUD7/Z    | Iniezione indiretta con precamera e pompa rotativa                                      | 23                       | 60/4600        | 110/2000      | Euro 1                    | Peugeot 205 1.7 diesel              | 1993-98            |
| XUD7/Z    | Iniezione indiretta con precamera e pompa rotativa                                      | 23                       | 60/4600        | 110/2000      | Euro 1                    | Citroën C15 RD 17                   | 1993-96            |
| XUD7 T/K  | iniezione indiretta + turbocompressore KKK                                              | 22                       | 78/4300        | 157/2100      | Euro 0                    | Peugeot 205 XRDT/GRDT               | 1991-92            |
| XUD7 T/K  | iniezione indiretta + turbocompressore KKK                                              | 22                       | 78/4300        | 157/2100      | Euro 0                    | Peugeot 309 SRD Turbo / GRXD Turbo  | 1992-93            |
| XUD7TE/Y  | iniezione indiretta con precamera e pompa rotativa + turbocompressore KKK + intercooler | 22                       | 90/4300        | 180/2000      | Euro 0                    | Peugeot 405 GRDT, SRDT, STDT        | 1991-92            |
| XUD7TE/Y  | iniezione indiretta con precamera e pompa rotativa + turbocompressore KKK + intercooler | 22                       | 90/4300        | 180/2000      | Euro 0                    | Citroën BX DTurbo                   | 1988-92            |
| XUD7 TE/K | iniezione indiretta con precamera e pompa rotativa + turbocompressore KKK + intercooler | 22                       | 92/4300        | 181/2100      | Euro 0                    | Peugeot 405 GRDT/SRDT               | 1988-91            |
| XUD7 TE/Z | iniezione indiretta con precamera e pompa rotativa + turbocompressore KKK + intercooler | 22                       | 92/4300        | 181/2100      | Euro 1                    | Citroën BX 17 turbodiesel TZD       | 1993-94            |

### XUD9

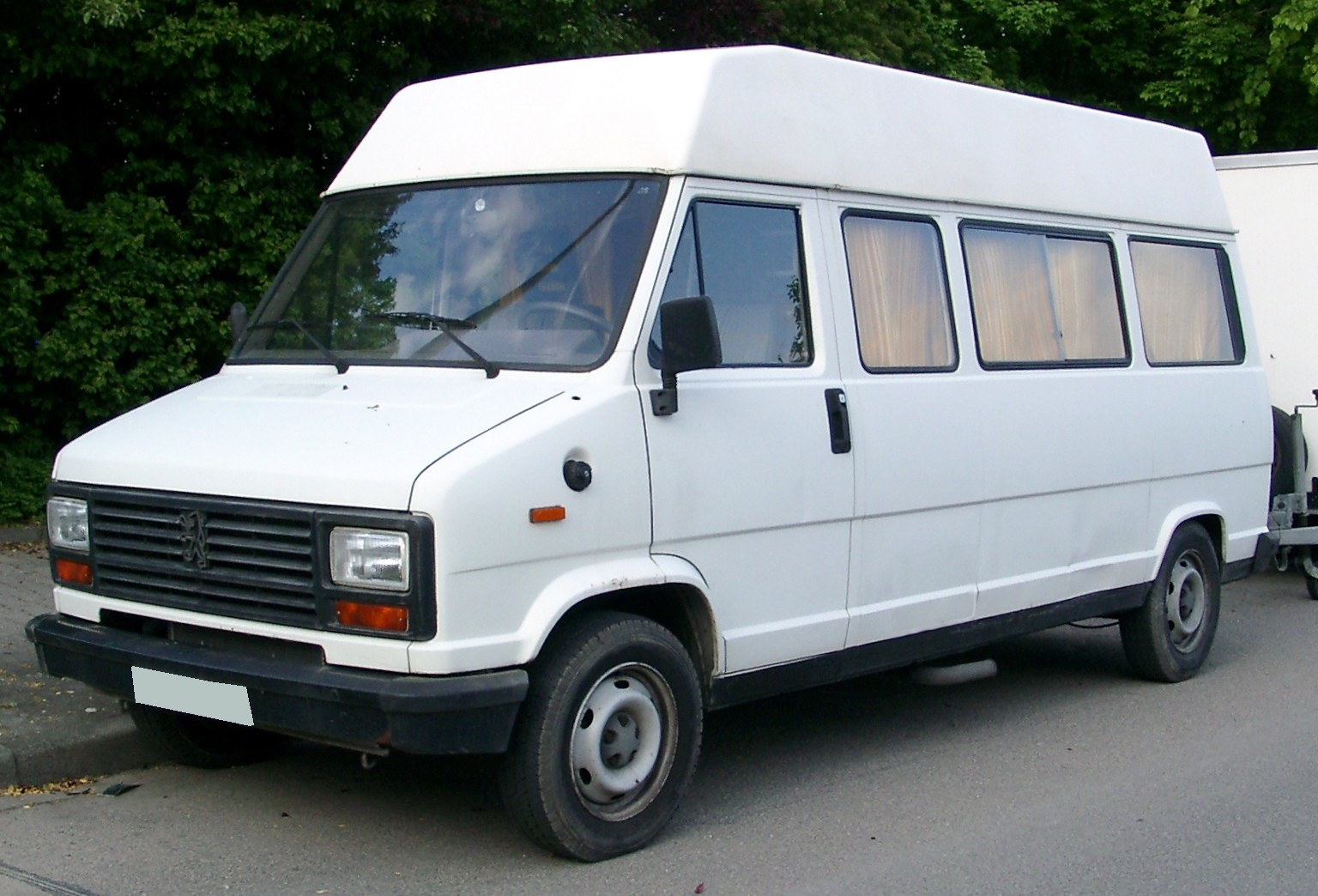
Un Peugeot J5, tipico esempio di applicazione per un motore XUD9

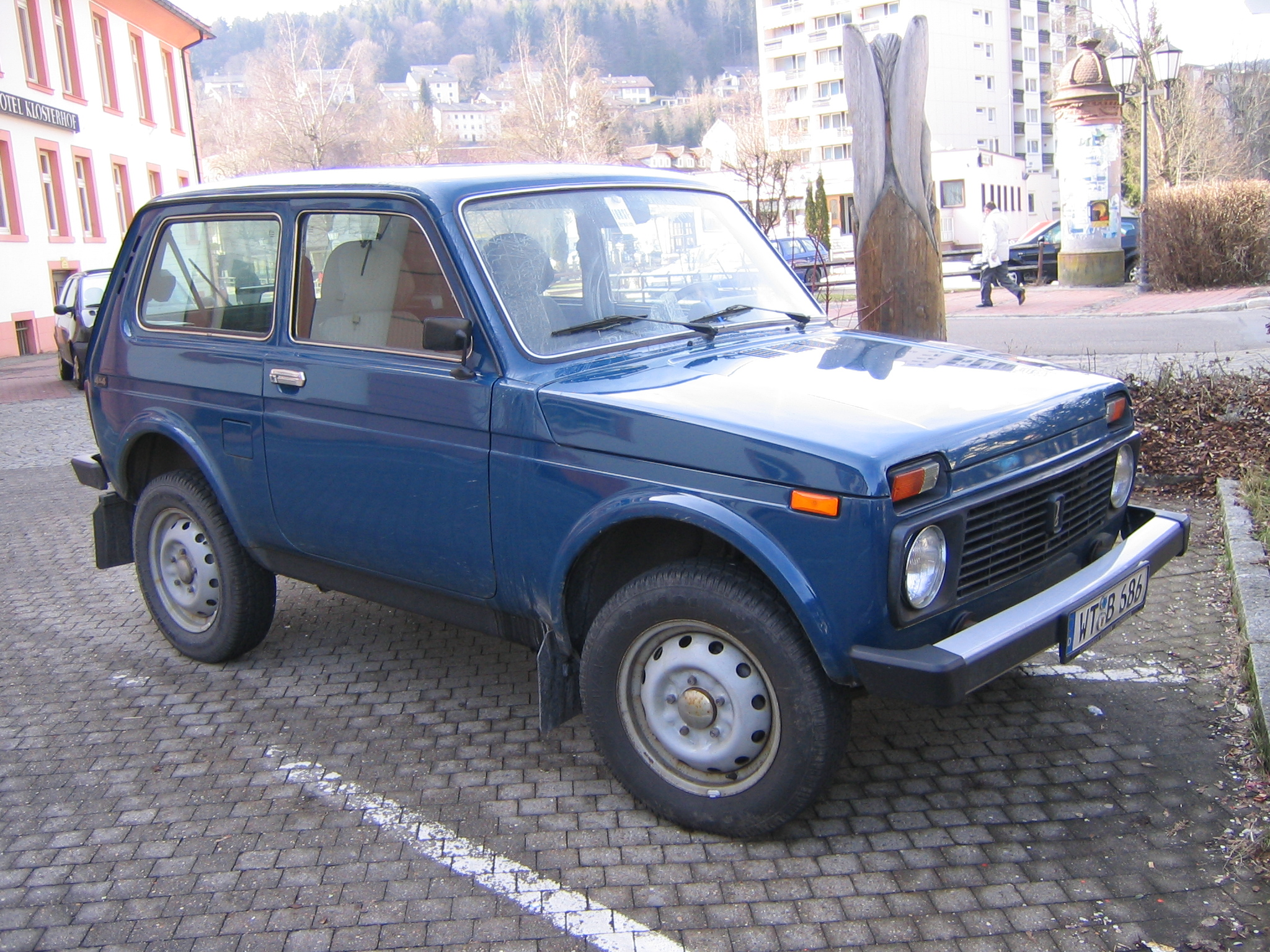
...mentre tra le applicazioni esterne al gruppo PSA va ricordata la Lada Niva.

Questa versione è stata la prima tra i motori XUD a vedere la luce. Le caratteristiche dimensionali sono identiche a quelle del motore XU9 a benzina. Ritroviamo quindi le stesse misure di alesaggio e corsa, pari a 83x88 mm, per una cilindrata di 1905 cc. Anche questa versione è stata proposta sia aspirata che turbocompressa, e in un numero maggiore di varianti. I motori XUD9 hanno trovato applicazione tra l'altro in gran parte dei mezzi commerciali del Gruppo PSA, dimostrandosi estremamente affidabili e robusti anche negli utilizzi più gravosi.
| Variante            | Alimentazione                                                                                     | Rapporto di compressione | Potenza CV/rpm | Coppia Nm/rpm | Normativa antinquinamento | Applicazioni                                     | Anni di produzione |
| ------------------- | ------------------------------------------------------------------------------------------------- | ------------------------ | -------------- | ------------- | ------------------------- | ------------------------------------------------ | ------------------ |
| XUD9 A              | diesel aspirato iniezione indiretta con precamera e pompa rotativa                                | 23,5                     | 65/4600        | 120/2000      | Euro 0                    | Peugeot 305 1.9 GLD/SRD                          | 1982-87            |
| XUD9 A              | diesel aspirato iniezione indiretta con precamera e pompa rotativa                                | 23,5                     | 65/4600        | 120/2000      | Euro 0                    | Citroën BX 19 base/TRD                           | 1983-87            |
| XUD9 A              | diesel aspirato iniezione indiretta con precamera e pompa rotativa                                | 23,5                     | 65/4600        | 120/2000      | Euro 0                    | Talbot Horizon LD 1.9                            | 1982-87            |
| XUD9 A              | diesel aspirato iniezione indiretta con precamera e pompa rotativa                                | 23,5                     | 65/4600        | 120/2000      | Euro 0                    | Peugeot 309 GLD/XLD/GRD/XRD/SRD                  | 1986-92            |
| XUD9 A              | diesel aspirato iniezione indiretta con precamera e pompa rotativa                                | 23,5                     | 59/4600        | 114/2070      | Euro 0                    | Lada Niva diesel                                 | 1985-92            |
| XUD9 B              | diesel aspirato iniezione indiretta con precamera e pompa rotativa                                | 23                       | 71/4600        | 120/2000      | Euro 0                    | Peugeot J5 1.9 D                                 | 1983-92            |
| XUD9 B              | diesel aspirato iniezione indiretta con precamera e pompa rotativa                                | 23                       | 71/4600        | 120/2000      | Euro 0                    | Citroën BX 19 diesel TZD                         | 1991-92            |
| XUD9 B              | diesel aspirato iniezione indiretta con precamera e pompa rotativa                                | 23                       | 71/4600        | 120/2000      | Euro 0                    | Citroën C25 1.9 D                                | 1983-92            |
| XUD9 B              | diesel aspirato iniezione indiretta con precamera e pompa rotativa                                | 23                       | 71/4600        | 120/2000      | Euro 0                    | Talbot Express 1.9 D                             | 1982-92            |
| XUD9 B              | diesel aspirato iniezione indiretta con precamera e pompa rotativa                                | 23                       | 71/4600        | 120/2000      | Euro 0                    | Fiat Ducato 1.9 D                                | 1982-92            |
| XUD9/Z              | Iniezione indiretta con precamera e pompa rotativa                                                | 23                       | 69/4600        | 120/2000      | Euro 1                    | Peugeot 306 1.9 diesel                           | 1993-99            |
| XUD9/Z              | Iniezione indiretta con precamera e pompa rotativa                                                | 23                       | 69/4600        | 120/2000      | Euro 1                    | Peugeot 405 1.9 diesel GLD/GRD/SRD/Sillage/Style | 1992-97            |
| XUD9/Z              | Iniezione indiretta con precamera e pompa rotativa                                                | 23                       | 69/4600        | 120/2000      | Euro 1                    | Peugeot Partner 1.9 D                            | 1996-98            |
| XUD9/Z              | Iniezione indiretta con precamera e pompa rotativa                                                | 23                       | 69/4600        | 120/2000      | Euro 1                    | Peugeot Expert 1.9 D                             | 1995-98            |
| XUD9/Z              | Iniezione indiretta con precamera e pompa rotativa                                                | 23                       | 69/4600        | 120/2000      | Euro 1                    | Citroën Xsara 1.9 D                              | 1997-03            |
| XUD9/Z              | Iniezione indiretta con precamera e pompa rotativa                                                | 23                       | 69/4600        | 120/2000      | Euro 1                    | Citroën BX 19 diesel TGD                         | 1993-94            |
| XUD9/Z              | Iniezione indiretta con precamera e pompa rotativa                                                | 23                       | 69/4600        | 120/2000      | Euro 1                    | Citroën Xantia 1.9 diesel                        | 1993-96            |
| XUD9/Z              | Iniezione indiretta con precamera e pompa rotativa                                                | 23                       | 69/4600        | 120/2000      | Euro 1                    | Citroën Berlingo 1.9 D                           | 1996-05            |
| XUD9/Z              | Iniezione indiretta con precamera e pompa rotativa                                                | 23                       | 69/4600        | 120/2000      | Euro 1                    | Citroën Jumpy 1.9 D                              | 1995-98            |
| XUD9/Z              | Iniezione indiretta con precamera e pompa rotativa                                                | 23                       | 69/4600        | 120/2000      | Euro 1                    | Fiat Scudo 1.9 D                                 | 1995-98            |
| XUD9/Z              | Iniezione indiretta con precamera e pompa rotativa                                                | 23,5                     | 59/4600        | 114/2070      | Euro 1                    | Lada Niva diesel                                 | 1993-98            |
| XUD9/Z              | Iniezione indiretta con precamera e pompa rotativa                                                | 23,5                     | 64/4600        | 118/2000      | Euro 1                    | Citroën ZX 1.9 diesel                            | 1993-97            |
| XUD9/Z              | Iniezione indiretta con precamera e pompa rotativa                                                | -                        | 84             | -             | Euro 1                    | Fiat Ducato 1.9 D                                | 1993-99            |
| XUD9/Z              | Iniezione indiretta con precamera e pompa rotativa                                                | -                        | 84             | -             | Euro 1                    | Peugeot Boxer 1.9 D                              | 1993-99            |
| XUD9/Z              | Iniezione indiretta con precamera e pompa rotativa                                                | -                        | 84             | -             | Euro 1                    | Citroën Jumper 1.9 D                             | 1993-99            |
| XUD9 TE/L XUD9 TE/Y | iniezione indiretta con precamera e pompa rotativa + turbocompressore KKK e intercooler aria/aria | 21,8                     | 92/4000        | 196/2250      | Euro 1                    | Peugeot 306 1.9 turbodiesel                      | 1993-99            |
| XUD9 TE/L XUD9 TE/Y | iniezione indiretta con precamera e pompa rotativa + turbocompressore KKK e intercooler aria/aria | 21,8                     | 92/4000        | 196/2250      | Euro 1                    | Peugeot 405 GRDT/SRDT/STDT/Style/Signature       | 1992-97            |
| XUD9 TE/L XUD9 TE/Y | iniezione indiretta con precamera e pompa rotativa + turbocompressore KKK e intercooler aria/aria | 21,8                     | 92/4000        | 196/2250      | Euro 1                    | Peugeot 406 1.9 turbodiesel                      | 1996-99            |
| XUD9 TE/L XUD9 TE/Y | iniezione indiretta con precamera e pompa rotativa + turbocompressore KKK e intercooler aria/aria | 21,8                     | 92/4000        | 196/2250      | Euro 1                    | Peugeot 806 1.9 turbodiesel                      | 1994-99            |
| XUD9 TE/L XUD9 TE/Y | iniezione indiretta con precamera e pompa rotativa + turbocompressore KKK e intercooler aria/aria | 21,8                     | 92/4000        | 196/2250      | Euro 1                    | Peugeot Boxer 1.9 TD                             | 1994-99            |
| XUD9 TE/L XUD9 TE/Y | iniezione indiretta con precamera e pompa rotativa + turbocompressore KKK e intercooler aria/aria | 21,8                     | 92/4000        | 196/2250      | Euro 1                    | Citroën ZX 1.9 TurboD                            | 1993-98            |
| XUD9 TE/L XUD9 TE/Y | iniezione indiretta con precamera e pompa rotativa + turbocompressore KKK e intercooler aria/aria | 21,8                     | 92/4000        | 196/2250      | Euro 1                    | Citroën Xsara 1.9 TurboD                         | 1997-2000          |
| XUD9 TE/L XUD9 TE/Y | iniezione indiretta con precamera e pompa rotativa + turbocompressore KKK e intercooler aria/aria | 21,8                     | 92/4000        | 196/2250      | Euro 1                    | Citroën Xantia 1.9 TD                            | 1994-98            |
| XUD9 TE/L XUD9 TE/Y | iniezione indiretta con precamera e pompa rotativa + turbocompressore KKK e intercooler aria/aria | 21,8                     | 92/4000        | 196/2250      | Euro 1                    | Citroën Evasion 1.9 TD                           | 1994-99            |
| XUD9 TE/L XUD9 TE/Y | iniezione indiretta con precamera e pompa rotativa + turbocompressore KKK e intercooler aria/aria | 21,8                     | 92/4000        | 196/2250      | Euro 1                    | Citroën Jumper 2.5TD                             | 1990               |
| XUD9 TE/L XUD9 TE/Y | iniezione indiretta con precamera e pompa rotativa + turbocompressore KKK e intercooler aria/aria | 21,8                     | 92/4000        | 196/2250      | Euro 1                    | Fiat Ducato 1.9 TD                               | 1994-99            |
| XUD9 TE/L XUD9 TE/Y | iniezione indiretta con precamera e pompa rotativa + turbocompressore KKK e intercooler aria/aria | -                        | 75/4700        | 135/2250      | Euro 1                    | Citroën Xantia 1.9 SD                            | 1996-98            |

### XUD11

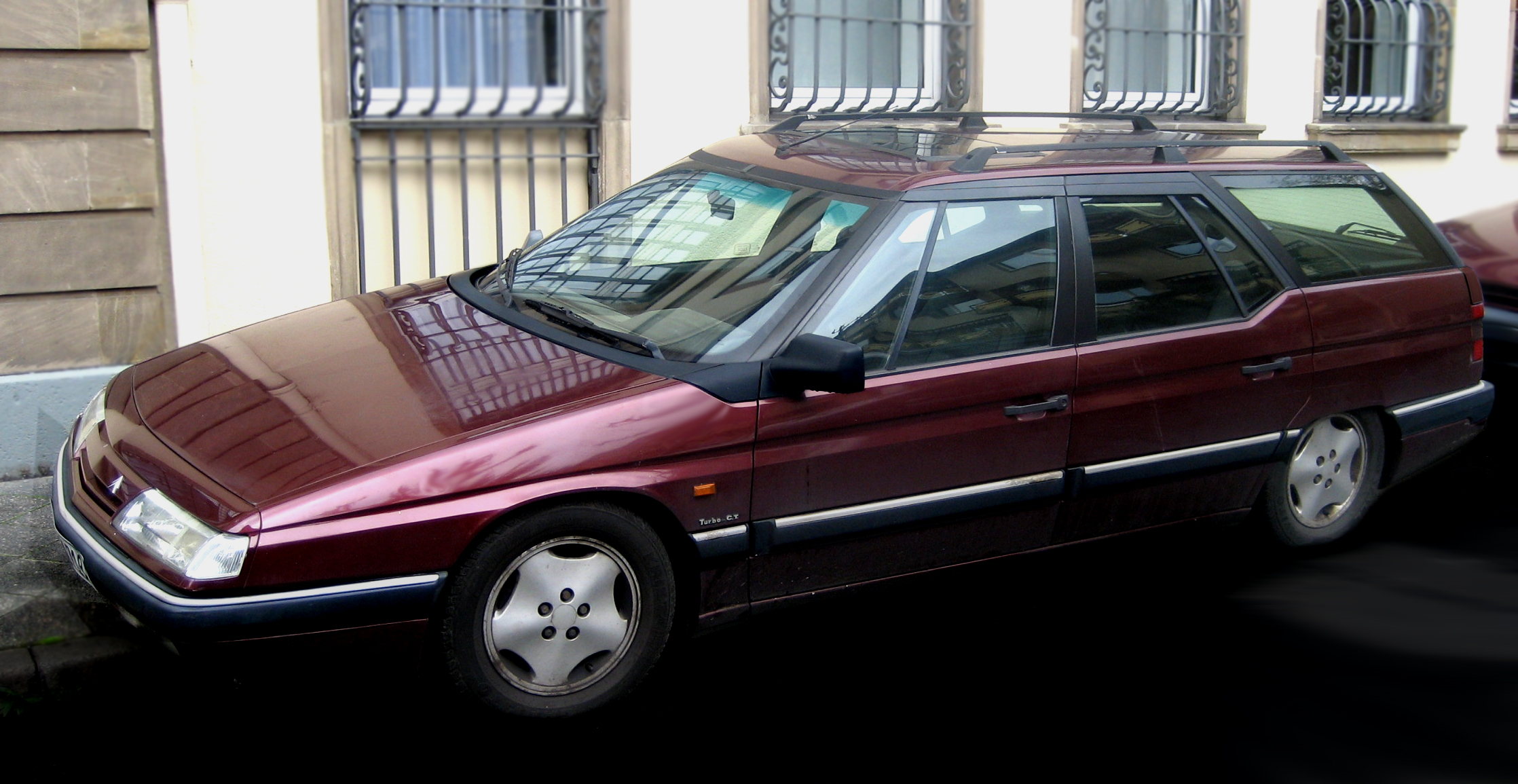

Questo motore rappresenta il top di gamma dei motori XUD. È stato proposto in tre versioni, le ultime due delle quali non avevano che poche differenze tecniche di dettaglio. Era un 2.1 litri che ha conosciuto, nel corso della sua storia, una leggera variazione di cilindrata. La prima versione era infatti da 2138 cc, mentre le altre due sono state decrementate a 2088 cc. Inoltre, mentre la prima versione era aspirata, le altre due erano sovralimentate. Le caratteristiche comuni alle tre varianti erano:
- architettura di tipo sottoquadro;
- corsa: 92 mm;
- testata a 3 valvole per cilindro;
- distribuzione a un albero a camme in testa.

Da notare la particolare distribuzione monoalbero a 3 valvole per cilindro, un caso molto raro nella storia dell'automobile, e che si presenterà in futuro con ancor maggior rarità.

Di seguito vengono mostrate le caratteristiche principali dei motori XUD11 e le loro applicazioni.
| Variante      | Alesaggio e corsa | Cilindrata (cm³) | Alimentazione                                                                                 | Rapporto di compressione | Potenza CV/rpm | Coppia Nm/rpm | Normativa antinquinamento | Applicazioni                | Anni di produzione      |
| ------------- | ----------------- | ---------------- | --------------------------------------------------------------------------------------------- | ------------------------ | -------------- | ------------- | ------------------------- | --------------------------- | ----------------------- |
| XUD11 A       | 86x92             | 2138             | diesel aspirato iniezione indiretta con precamera                                             | 22,5                     | 83/4600        | 147/2000      | Euro 1                    | Peugeot 605 2.1 SLd/SRd     | 1991-93                 |
| XUD11 A       | 86x92             | 2138             | diesel aspirato iniezione indiretta con precamera                                             | 22,5                     | 83/4600        | 147/2000      | Euro 1                    | Citroën XM 2.1 D            | 1990-97 (non in Italia) |
| XUD11 ATE/BTE | 85x92             | 2088             | Iniezione indiretta con precamera e pompa rotativa + turbocompressore e intercooler aria/aria | 21,5                     | 110/4300       | 255/2000      | Euro 0, Euro 1 ed Euro 2  | Peugeot 406 2.1 turbodiesel | 1996-99                 |
| XUD11 ATE/BTE | 85x92             | 2088             | Iniezione indiretta con precamera e pompa rotativa + turbocompressore e intercooler aria/aria | 21,5                     | 110/4300       | 255/2000      | Euro 0, Euro 1 ed Euro 2  | Peugeot 605 2.1 turbodiesel | 1990-2000               |
| XUD11 ATE/BTE | 85x92             | 2088             | Iniezione indiretta con precamera e pompa rotativa + turbocompressore e intercooler aria/aria | 21,5                     | 110/4300       | 255/2000      | Euro 0, Euro 1 ed Euro 2  | Peugeot 806 2.1 turbodiesel | 1994-99                 |
| XUD11 ATE/BTE | 85x92             | 2088             | Iniezione indiretta con precamera e pompa rotativa + turbocompressore e intercooler aria/aria | 21,5                     | 110/4300       | 255/2000      | Euro 0, Euro 1 ed Euro 2  | Citroën Xantia 2.1 TD       | 1996-99                 |
| XUD11 ATE/BTE | 85x92             | 2088             | Iniezione indiretta con precamera e pompa rotativa + turbocompressore e intercooler aria/aria | 21,5                     | 110/4300       | 255/2000      | Euro 0, Euro 1 ed Euro 2  | Citroën XM 2.1 TD           | 1989-2000               |
| XUD11 ATE/BTE | 85x92             | 2088             | Iniezione indiretta con precamera e pompa rotativa + turbocompressore e intercooler aria/aria | 21,5                     | 110/4300       | 255/2000      | Euro 0, Euro 1 ed Euro 2  | Citroën Evasion 2.1 TD      | 1994-99                 |